# Keystone (Florida)
Keystone ist ein census-designated place (CDP) im Hillsborough County im US-Bundesstaat Florida. Das U.S. Census Bureau hat bei der Volkszählung 2020 eine Einwohnerzahl von 25.211 ermittelt.

## Geographie
Keystone liegt rund 15 km nordwestlich von Tampa. Der CDP wird von der Florida State Road 589 (Suncoast Parkway, mautpflichtig) durchquert.

## Geschichte
Durch Keystone verlief einst die 1888 fertiggestellte Orange Belt Railway von Sanford nach Saint Petersburg. Nach mehreren Übernahmen wurde die Strecke im Zuge der Gründung der Seaboard Coast Line Railroad im Jahr 1967 stillgelegt.

## Demographische Daten
Laut der Volkszählung 2010 verteilten sich die damaligen 24.039 Einwohner auf 8.288 Haushalte. Die Bevölkerungsdichte lag bei 257,4 Einw./km². 86,6 % der Bevölkerung bezeichneten sich als Weiße, 3,9 % als Afroamerikaner, 0,2 % als Indianer und 5,6 % als Asian Americans. 1,2 % gaben die Angehörigkeit zu einer anderen Ethnie und 2,5 % zu mehreren Ethnien an. 10,9 % der Bevölkerung bestand aus Hispanics oder Latinos.
Im Jahr 2010 lebten in 44,4 % aller Haushalte Kinder unter 18 Jahren sowie 20,4 % aller Haushalte Personen mit mindestens 65 Jahren. 83,7 % der Haushalte waren Familienhaushalte (bestehend aus verheirateten Paaren mit oder ohne Nachkommen bzw. einem Elternteil mit Nachkomme). Die durchschnittliche Größe eines Haushalts lag bei 2,89 Personen und die durchschnittliche Familiengröße bei 3,17 Personen.
30,2 % der Bevölkerung waren jünger als 20 Jahre, 17,0 % waren 20 bis 39 Jahre alt, 36,9 % waren 40 bis 59 Jahre alt und 15,9 % waren mindestens 60 Jahre alt. Das mittlere Alter betrug 41 Jahre. 49,4 % der Bevölkerung waren männlich und 50,6 % weiblich.
Das durchschnittliche Jahreseinkommen lag bei 106.683 $, dabei lebten 2,9 % der Bevölkerung unter der Armutsgrenze.
Im Jahr 2000 war Englisch die Muttersprache von 88,60 % der Bevölkerung, Spanisch sprachen 7,98 % und 3,42 % hatten eine andere Muttersprache.